# Мордовські Парки
Мордо́вські Па́рки (рос. Мордовские Парки, ерз. Парка) — село у складі Краснослободського району Мордовії, Росія. Адміністративний центр Мордосько-Паркинського сільського поселення.
Населення — 300 осіб (2010; 306 у 2002).
Національний склад (станом на 2002 рік):
- мокшани — 89 %